# Viitajärvet
Pikku Viitajärvi och Iso Viitajärvi, eller Viitajärvet är sjöar i Finland. De ligger i kommunen Uleåborg i landskapet Norra Österbotten, i den centrala delen av landet, 600 km norr om huvudstaden Helsingfors. Viitajärvet ligger 54,8 meter över havet. Arean är 36 hektar och strandlinjen är 3,46 kilometer lång. Sjön  ingår i Ijo älvs huvudavrinningsområde. 